# Vua Lear (overture và nhạc cho kịch nói)
Vua Lear là tập hợp overture và nhạc cho kịch nói của nhà soạn nhạc người Nga Mily Balakirev, thành viên của nhóm The Five. Ông sáng tác tác phẩm này trong khoảng thời gian từ năm 1859 đến năm 1861, lấy cảm hứng từ vở kịch cùng tên của đại văn hào người Anh William Shakespeare. 